# Morulina thulensis
Morulina thulensis är en urinsektsart som beskrevs av Hammer 1953. Morulina thulensis ingår i släktet Morulina och familjen Neanuridae. Inga underarter finns listade i Catalogue of Life.